# Arthur Adams (médico)
Arthur Adams (Gosport, Hampshire 1820-1878) fue un médico y naturalista inglés.
Fue asistente de cirujano a bordo del HMS Actaeon que junto al HMS Samarang en la Royal Navy; desarrolló la exploración del archipiélago malayo, el mar del Japón, Corea y China, desde 1843 a 1846. Luego publicó su Zoología del viaje del HMS Samarang (1850). Adam White colaboró con él en la descripción de crustáceos durante el viaje.
Fue un prolífico malacólogo que describió «cientos de especies, la mayoría sin ilustraciones e insuficientemente diagnosticadas». Trabajó en parte con su hermano Henry Adams, y junto con él escribío un libro en tres volúmenes sobre los moluscos. También escribió Travels of a naturalist in Japan and Manchuria (1870), y un artículo sobre las interesantes arañas que vio en sus viajes.

## Algunas especies bautizadas en honor a Adams
- Finella adamsi (Dall, 1889)
- Arcopsis adamsi (Dall, 1886)
- Hinnites adamsi Dall, 1886 (sinónimo de Pseudohinnites adamsi (Dall, 1886) )
- Brachidontes adamsianus (Dunker, 1857)
- Nucinella adamsi (Dall, 1898); como Natica adamsiana R. W. Dunker, 1860, posiblemente Octopus adamsi Benham, 1944 (sinónimo de Octopus huttoni Benham, 1943), posiblemente Zebrida adamsi White, 1847.[5]

## Abreviatura (zoología)
La abreviatura A. Adams  se emplea para indicar a Arthur Adams como autoridad en la descripción y taxonomía en zoología.

- Datos: Q1853362
- Multimedia: Arthur Adams (zoologist) / Q1853362
- Especies: Arthur Adams